# Punktafgift
 Der er for få eller ingen kildehenvisninger i denne artikel, hvilket er et problem. Du kan hjælpe ved at angive troværdige kilder til de påstande, som fremføres i artiklen.

Punktafgift er en afgift, der lægges på produkter, hvor staten ønsker at påvirke eller regulere forbruget heraf.[kilde mangler] Det ses ofte på produkter som øl og vin.
Afgiften betegnes ofte som en miljøafgift, da den i stigende grad bruges til at påvirke forbruget af råvarer eller materialer, der medfører en negativ påvirkning af miljøet.[kilde mangler]
Afgiften kan fratrækkes produktet, hvis det sælges i et toldfrit område som eksempelvis lufthavne eller store handelssteder.

## Punkafgifter i Danmark
I Danmark er der punktafgift på følgende produkter:
- Affald og råstoffer
- Antibiotika og vækstfremmere
- Batterier
- Bekæmpelsesmidler
- Bæreposer
- CFC og halogener
- Chokolade og sukkervarer
- Cigaretter, cigarer og cigarillos
- Cigaretpapir, skrå og snus
- Emballage
- Engangsservice
- Foderfosfat
- Glødepærer og sikringer
- HFC, PFC, SF6 samt andre drivhusgasser
- Kaffe og te
- Kaburatorvæske
- Konsum-is
- Kvælstof i gødning
- Mandler og nødder
- Mineralvand og sodavand
- Opløsningsmidler, klorede
- PVC og ftalater
- PVC-folie
- Sand, sten, grus mv. (råstofafgift)
- Øl, vin, spiritus og frugtvin

Hvis en virksomhed importerer et produkt, der står på den overstående liste, skal virksomheden være opmærksom på, at den selv har ansvaret for at indbetale punktafgiften til Skatteforvaltningen. Dette kræver som udgangspunkt, at virksomheden er oprettet på de pågældende afgifter.
Hvis varerne skal eksporteres ud af landet, kan man i de fleste tilfælde få godtgørelse for punktafgiften i forbindelse med eksporten.